# 화도진로

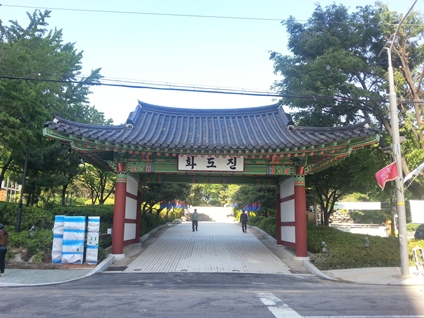
화도진로를 통과하는 화도진공원 전경

화도진로(花島鎭路)는 인천광역시 동구 금곡동에서 만석동까지 이르는 인천광역시도로, 총 연장은 2.155 km이다.

## 유래
화도진공원을 지나가는 도로로서, 인지도가 높은 기존의 도로명을 그대로 반영한 것에서 유래되었다.

## 노선 정보
- 총 연장 : 2.155 km
- 기점 : 인천광역시 동구 금곡동 9-14 (배다리삼거리 = 송림로와 교차)
- 종점 : 인천광역시 동구 만석동 9-330 (보세로와 교차)

## 지리

### 통과하는 지자체
- 동구
  - 금창동 - 송림1동 - 송현1·2동 - 화평동 - 화수1동 - 화수2동 - 만석동

### 접촉하는 도로
- 송림로
- 솔빛로
- 송현로
- 수문통로
- 송화로
- 운교로
- 제물량로
- 인중로
- 보세로

### 주변에 있는 시설
- 동그라미노인요양복지센터
- 가구백화점
- 조민형한의원
- 배다리수족관
- 풍천민물장어직판장
- 엔틱겔러리가구 동인천점
- 송월타월 남성대리점
- 대성공예사
- 안동혼수백화점
- 이조그릇
- 마티네케이크
- 알프스안경원
- 송림신협 본점
- 미림극장
- 대일상회
- 스마일치과
- 중앙약국
- 송현동순대골목
- 수인그릇도매상가
- 송현한증막
- 세강정형외과
- 일품해장국
- 영화마을 동인천점
- 동인천역 북광장
- 이영우내과의원
- 이태리가구
- 신신광고
- 인천중부경찰서 화평치안센터
- 경인한의원
- 익수한의원
- 까레몽과자점 동인천점
- 신일제분소
- 인천수협왕막회집
- 조원빌딩
- 바람난탕수육 동인천점
- 회떠가는어부가
- 평화새마을금고 본점
- 대양타일
- 인천교회
- 서흥로또방
- 경인심야전기보일러AS센터
- 킴스치킨
- 크린업24 인천화평점
- CU 동구화도진점
- 신흥공업사
- 화도만물상회
- 장면박사 생가의터
- 평화새마을금고 화수지점
- 당근수산
- 신농씨 한의원
- 율곡빌라
- 화도진그린빌주공아파트
- 인천광역시교육청화도진도서관
- 화수1동 경로당
- 인천방주 교회
- 보라매보육원
- 화수동성당
- 동인천신협
- 영풍아파트
- 이브헤어아트
- 만석웰카운티아파트
- 이현우메디칼의원
- 진원전기조명
- 인천동구 선거관리위원회
- 대광빌라
- 화도진새마을금고 만석동지점
- 미추홀맨션
- 괭이부리마을경로당
- 만석비치포장마차
- 만석비치타운주공아파트
- 해림마트
- 춘천여인숙
- 만복유통
- CU 동구만석부두점